# Kanton Tours-Val-du-Cher
Kanton Tours-Val-du-Cher (francouzsky Canton de Tours-Val-du-Cher) je francouzský kanton v departementu Indre-et-Loire v regionu Centre-Val de Loire. Tvoří ho pouze část města Tours.